# Paradiddle
Der Paradiddle, ein Drum Rudiment, ist eine besondere Übung bzw. Schlagtechnik für Schlaginstrumente (vornehmlich Schlagzeug, und Kleine Trommel aber auch andere Percussionsinstrumente). Sie ist eine Kombination aus Einzel- und Doppelschlägen. Die Schläge werden in gleichem Abstand, z. B. als  Sechzehntelnote gespielt. Die besondere Herausforderung für den Schlagzeuger ist, dass er die Einzelschläge zwar normal spielen kann, aber die Doppelschläge mit einer speziellen Doppelschlagbewegung ausgeführt werden. Die Aufeinanderfolge zweier Einzelschläge und eines Doppelschlages wird lautmalerisch mit „Para-Diddle“ umschrieben.
Herausgebildet haben sich die Paradiddles aus 16 Grundschlägen (Basis-Pattern), die zuerst einzeln geübt und später im Patchworkverfahren miteinander kombiniert werden, um so immer komplexere Rhythmen zu kreieren.
Die einfachste Übungsmethode ist, abwechselnd mit der rechten Hand (R) und der linken Hand (L) zu schlagen. Zumeist werden die Übungen in Gruppen geübt.
Für eine Vierergruppe von Schlägen gibt es insgesamt nur 16 Möglichkeiten. Die „Diddles“ (Doppelschläge), die sich daraus ergeben, sind blau oder grün hervorgehoben. Eine Kombination von Einzel- und Doppelschlägen und damit ein Paradiddle sind davon 1) 2) 4) 7) 8) 11) 13) und 14).
```
1) 
RR
RL        9) 
L
RR
L

2) 
RR
LR       10) LRLR
3) 
RR
LL
       11) LR
LL

4) RL
RR
       12) 
LL
RR

5) RLRL       13) 
LL
RL
6) 
R
LL
R
       14) 
LL
LR
7) RL
LL
       15) 
LL
LL

8) LR
RR
       16) 
RR
RR
```

## Beispiel einer Übungssequenz mit allen 16 Pattern
R = rechte Hand
L = linke Hand
Grundschläge
- LLLL, RRRR, RLRL, LRLR

Ein Schlag mit Links
- LRRR, RLRR, RRLR, RRRL

Ein Schlag mit Rechts
- RLLL, LRLL, LLRL, LLLR

Paare
- RRLL, LRRL, RLLR, LLRR

Durch ein Aneinanderreihen dieser Muster und Kombination von Schlagtechniken lässt sich aus dieser einfachen Übung eine große Anzahl neuer Muster und Rhythmen zusammensetzen.

### Variationen
Man unterscheidet zwischen verschiedenen Paradiddelarten: Single Paradiddle, Double Paradiddle, Triple Paradiddle und Paradiddle-Diddle.
Single Paradiddles
- RL RR – LR LL

Double Paradiddle
- RL RL RR – LR LR LL

Triple Paradiddle
- RL RL RL RR – LR LR LR LL

Paradiddle-diddle
- RL RR LL – RL RR LL bzw.
- LR LL RR – LR LL RR

Auch hier können alle möglichen Sequenzen beliebig kombiniert werden.
Single und Double Paradiddle kombiniert
- RL RL RR – LR LR LL – RL RR – LR LR LL – RL RL RR – LR LL